# Lợn lông rậm
Lợn lông rậm (danh pháp khoa học: Potamochoerus larvatus) là một loài động vật có vú trong họ Lợn, bộ Artiodactyla. Loài này được F. Cuvier mô tả năm 1822.
Lợn lông đỏ sinh sống trong rừng, thực vật rừng, ven sông và vùng cây lau lách ở Đông và Nam châu Phi. Có thể có quần thể nhập nội ở Madagascar và Comoros quần đảo. Loài lợn này hoạt động chủ yếu về đêm. Lợn lông rậm trưởng thành cao 66 đến 100 cm (26 đến 39 in) đến vai và cân nặng 55 đến 150 kg (121 đến 331 lb). Chúng trông giống như lợn nhà. Màu sắc của chúng từ nâu đỏ đến nâu tối và trở nên tối hơn khi chúng già đi.
Có một số phân loài:
- Potamochoerus larvatus larvatus
- Potamochoerus larvatus edwardsi
- Potamochoerus larvatus hassama
- Potamochoerus larvatus koiropotamus
- Potamochoerus larvatus nyasae
- Potamochoerus larvatus somaliensis

## Hình ảnh

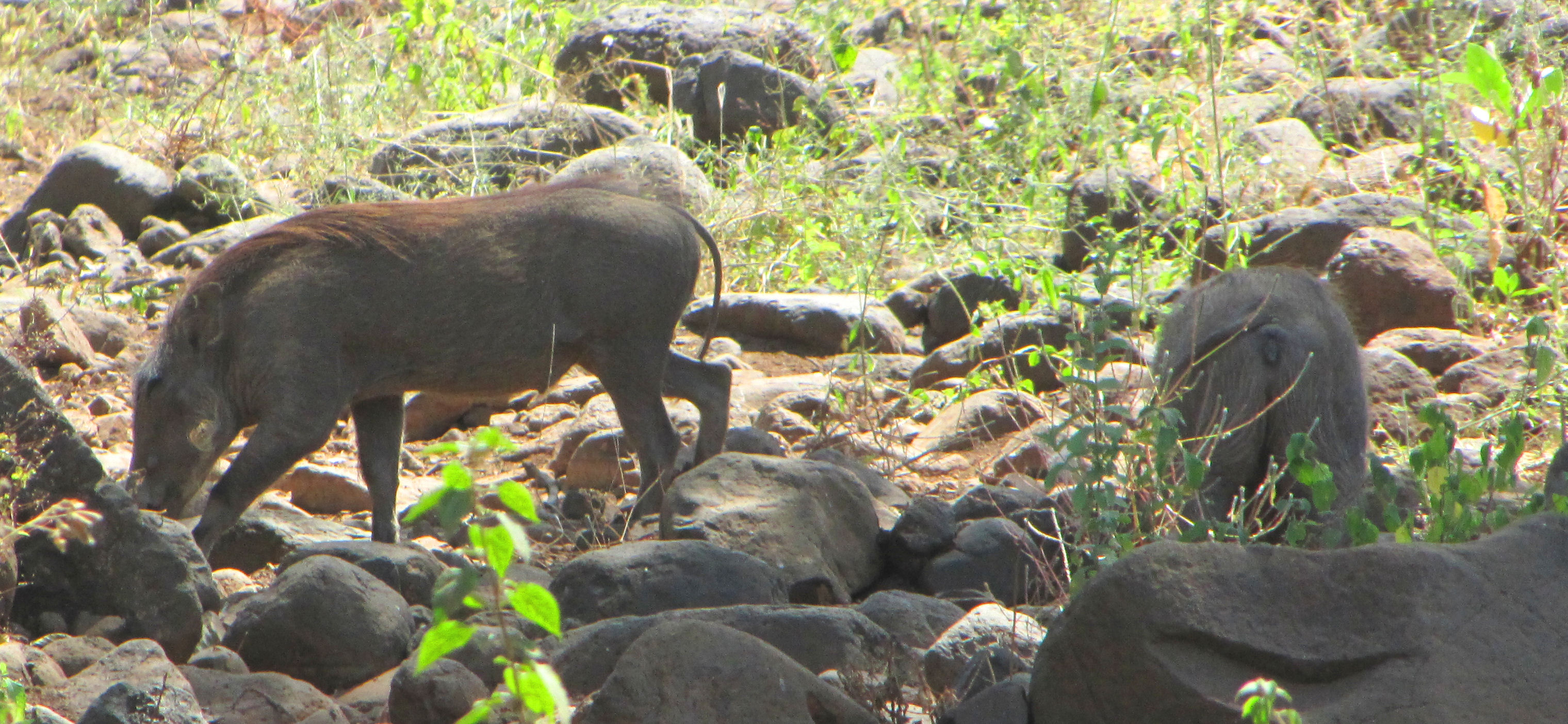
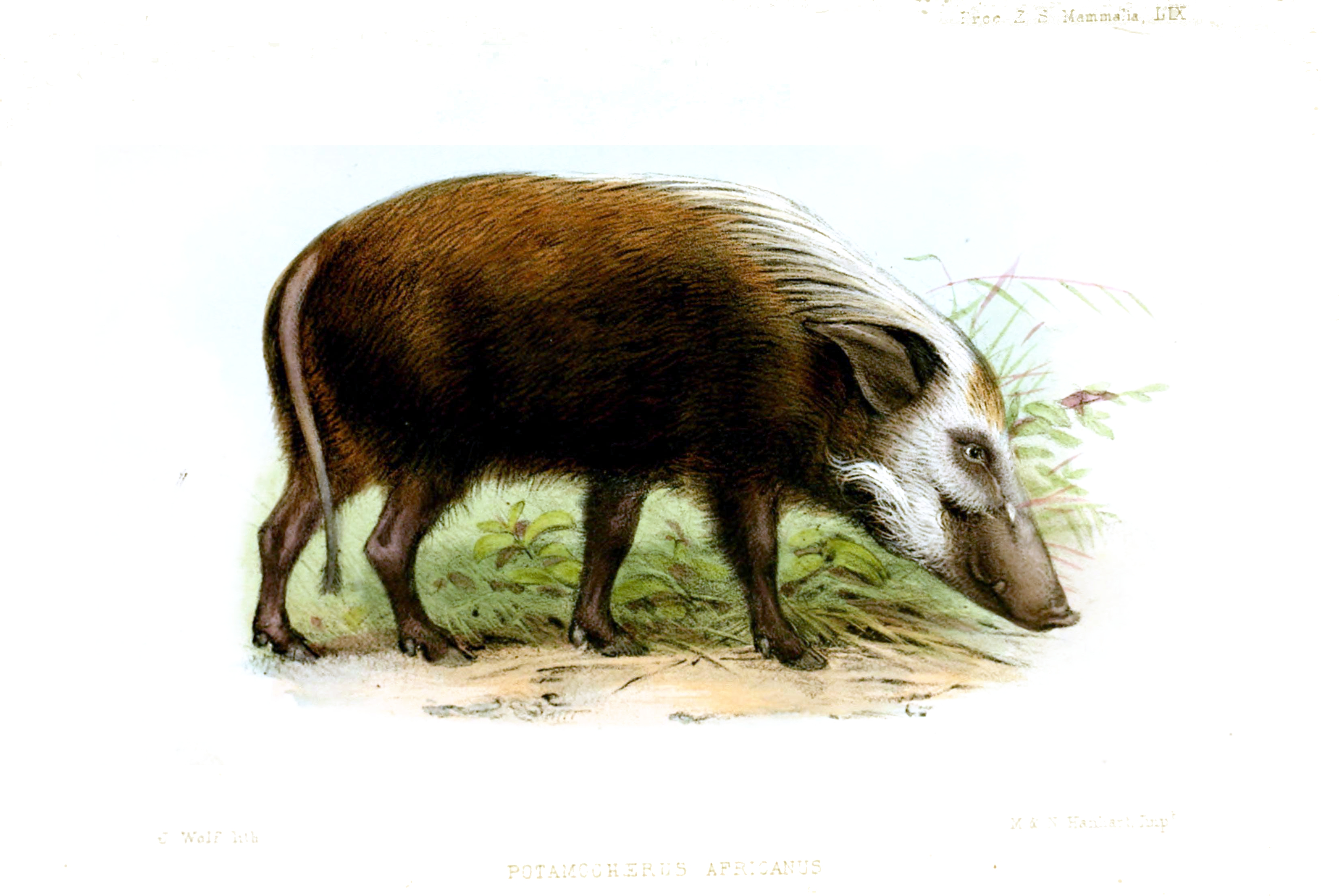
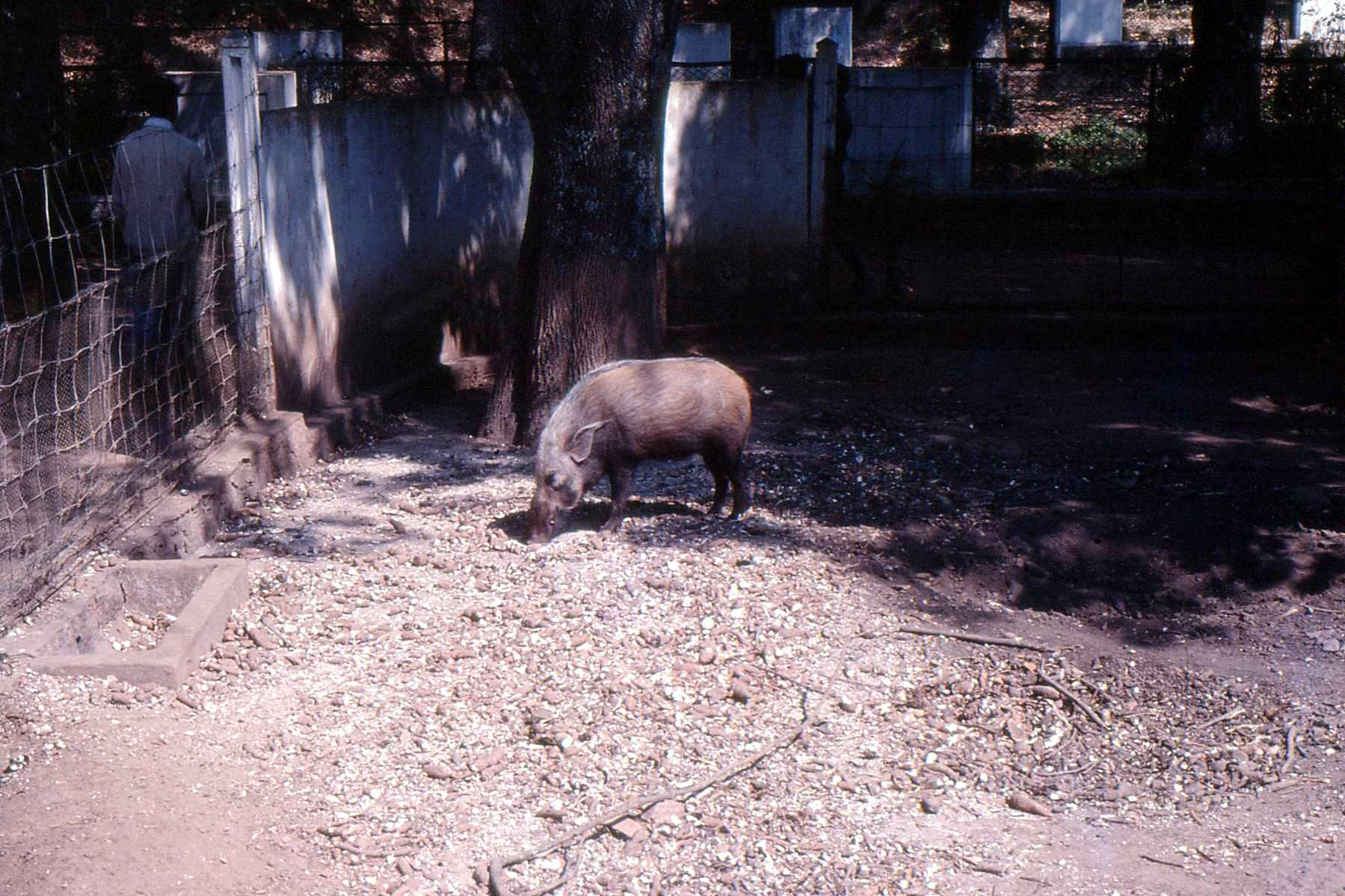